# 三脉水丝梨
三脉水丝梨（学名：Sycopsis triplinervia），为金缕梅科水丝梨属下的一个种。